# Colona
|  | No s'ha de confondre amb Colonna. |

Colona és una població del Comtat de Henry (Illinois, Estats Units d'Amèrica).

## Demografia
Segons el cens del 2000, Colona tenia 5.173 habitants, 1.936 habitatges, i 1.473 famílies. La densitat de població era de 570,7 habitants/km².
Dels 1.936 habitatges en un 37,1% hi vivien nens de menys de 18 anys, en un 61,5% hi vivien parelles casades, en un 9,7% dones solteres, i en un 23,9% no eren unitats familiars. En el 20% dels habitatges hi vivien persones soles el 7,5% de les quals corresponia a persones de 65 anys o més que vivien soles. El nombre mitjà de persones vivint en cada habitatge era de 2,67 i el nombre mitjà de persones que vivien en cada família era de 3,05.
Per edats la població es repartia de la següent manera: un 27,5% tenia menys de 18 anys, un 9,2% entre 18 i 24, un 30,9% entre 25 i 44, un 22,8% de 45 a 60 i un 9,5% 65 anys o més.
L'edat mediana era de 34 anys. Per cada 100 dones de 18 o més anys hi havia 95,2 homes.
La renda mediana per habitatge era de 41.476 $ i la renda mediana per família de 48.250 $. Els homes tenien una renda mediana de 33.826 $ mentre que les dones 20.909 $. La renda per capita de la població era de 17.265 $. Aproximadament el 4,6% de les famílies i el 7,6% de la població estaven per davall del llindar de pobresa.

## Poblacions properes
El següent diagrama mostra les poblacions més properes.